# Pinturicchio
Pintoricchio ali Pinturicchio (italijanščina [pintuˈrikkjo]), katerega rojstno ime je bilo Bernardino di Betto, znano tudi kot Benetto di Biagio ali Sordicchio, je bil v času renesanse italijanski slikar. Pintoricchio se je rodil leta 1454 v Perugii in leta 1513 umrl v Sieni. Podpisal je tudi nekatera svoja umetniška dela iz 15. in 16. stoletja.

## Življenjepis

### Zgodnja leta
Pinturicchio se je rodil kot sin Benedetta ali Betto di Biagio v Perugii. V svoji karieri se je morda šolal pri manj znanih perugijskih slikarjih, kot sta Bonfigli in Fiorenzo di Lorenzo. Po besedah Vasarija je bil Pinturicchio plačan pomočnik Perugina.
Dela perugijske renesančne šole so si zelo podobna; in slike Perugina, Pinturicchia, Lo Spagne in mladega Rafaela lahko pogosto zamenjamo za druge. Pri izvedbi velikih fresk so imeli pri delu učenci in pomočniki velik delež, bodisi pri povečanju mojstrove skice v risbo v polni velikosti, pri prenosu risbe na steno ali pri barvanju ozadij ali dodatkov. Njegova naloga v Rimu, pri okrasitvi Sikstinske kapele, je bila izkušnja, polna učenja od uglednih umetnikov tistega časa, med katerimi so bili: Sandro Botticelli, Domenico Ghirlandaio, Pietro Vanucci in Luca Signorelli. V Sikstinski kapeli naj bi bilo tudi, da je Pinturicchio do neke mere sodeloval s Peruginom.

### Delo v Santa Maria del Popolo v Rimu
Potem ko je pomagal Peruginu pri njegovih freskah v Sikstinski kapeli, je bil Pinturicchio zaposlen pri različnih članih družine Della Rovere, da je okrasil Strop polbogov v  Palazzo dei Penitenzieri in tudi vrsto kapel v cerkvi Santa Maria del Popolo, kjer je zdi se, da je deloval od leta 1484 ali prej do leta 1492. »Če bi ostal z vsemi svojimi prvotnimi okraski, bi bil to eden najlepših spomenikov Pintoricchiovi umetnosti v Italiji. Še veliko ostaja, a veliko je bilo pometenega«, povzema njegovo delo v baziliki Evelyn March Phillipps.
Najzgodnejše njegovo delo je oltarna slika Čaščenja pastirjev v kapeli Della Rovere, prvi kapeli (z zahoda) na jugu, ki jo je zgradil kardinal Domenico della Rovere. V lunetah pod svodom je Pinturicchio naslikal majhne prizore iz življenja sv. Hieronima. Barvno groteskno stensko okrasje na rumeno-zlati podlagi je verjetno navdihnilo poslikave Domus Aurea in spada med najzgodnejše in najvišje kakovosti te vrste v Rimu.
Freske, ki jih je poslikal v kapeli Cybo, ki jo je v začetku 16. stoletja zgradil kardinal Lorenzo Cybo de Mari, so bile uničene leta 1682, ko jo je kardinal Alderano Cybo obnovil. Staro Pinturicchiovo fresko Marija in otrok je ločil od stene in jo je kardinal poslal leta 1687 v Masso. Odlomek je bil ponovno uporabljen kot oltarna slika vojvodske kapele stolnice v Massi.
Tretja kapela na jugu je kapela Girolama Bassa della Rovera, nečaka papeža Siksta IV. in škofa Recanatija. Kapela Basso Della Rovere vsebuje čudovit oltarni nastavek Marija na prestolu med štirimi svetniki in na vzhodni strani zelo plemenito sestavljeno fresko Marijino vnebovzetje. Obok in njegove lunete so bogato okrašeni z majhnimi slikami iz Marijinega življenja, obkroženimi z gracioznimi arabeskami; dado pa je prekrit z enobarvnimi slikami prizorov iz življenja svetnikov, iluzionističnimi klopmi in zelo gracioznimi in močno risanimi ženskimi figurami v naravni velikosti, v katerih je mogoče izslediti vpliv Luce Signorellija.
V kapeli Costa je Pinturicchio ali eden od njegovih pomočnikov naslikal štiri cerkvene učitelje v lunetah oboka. Večina teh fresk je močno poškodovana zaradi vlage in je obnavljala le malo. Zadnje slike, ki jih je Pinturicchio dokončal v tej cerkvi, so na oboku za korom, kjer je poslikal okrasne freske z glavnimi linijami, ki so spretno prilagojene njihovi okolici. V sredini je osmerokotna plošča Kronanje Device Marije, okoli nje pa so medaljoni štirih evangelistov. Prostore med njimi zapolnjujejo ležeče figure Štirih sibil. Na vsakem obesku je lik enega od štirih učiteljev, ustoličenih pod nišasto krošnjo. Pasovi, ki ločujejo te slike, imajo na zlati podlagi izdelane arabeske, celota pa je naslikana s širokimi in učinkovitimi dotiki, ki so zelo zgovorni, če jih od spodaj opazimo (kot je nujno treba). Nikjer ni videti nobenega drobnejšega primerka okrasa preprostega štiripolnega oboka.

## Dela v Vatikanski knjižnici
Leta 1492 je bil Pinturicchio poklican v stolnico v Orvieto. Papež Aleksander VI. (Borgia) ga je zaposlil za okrasitev nedavno dokončanega apartmaja šestih sob, Borgijevi apartmaji v Apostolski palači v Vatikanu. Te sobe so zdaj del Vatikanske knjižnice, pet pa še vedno ohranja vrsto fresk Pinturicchia. Slikar je v teh prostorih delal do približno leta 1494, pomagali so mu učenci in to ne brez prekinitve. Šele ko je umrl papež Aleksander VI., je Pinturicchio iz Rima odšel v Umbrijo, večino dela v Rimu pa so dokončali Michelangelo, Rafael in drugi.
Druge njegove glavne freske v Rimu, ki še vedno obstajajo v dobrem stanju, so v  Bufalinijevi kapeli v jugozahodnem predelu  S. Maria d'Aracoeli, verjetno izvedene okoli leta 1484–1486. Na oltarni steni je velika slika Sv. Bernardin Sienski med dvema svetnikoma, ki sta ga okronala angela; v zgornjem delu je Kristusov lik v mandorli, obdan z angeli glasbeniki; na levi steni je velika freska čudežev trupla sv. Bernardina, ki vključuje portrete članov sponzorske družine Bufalini.
Ena skupina treh žensk, srednja figura z otrokom na prsih, spominja na gracije Rafaelovega drugega načina. Zdi se, da je sestavo glavne skupine okrog svetnikovega trupla vzpodbudila Giottova slika sv. Frančišek, najdena v Santa Croce v Firencah. Na oboku so štiri plemenite figure evangelistov, ki jih običajno pripisujejo Luci Signorelliju, vendar bolj verjetno, tako kot pri ostalih freskah v tej kapeli, z roko Pinturicchia. Na oboku zakristije Santa Cecilia v Trastevereju je Pinturicchio naslikal Vsemogočnega, obkroženega z evangelisti. Med obiskom Orvieta leta 1496 je Pinturicchio v koru stolnice naslikal še dve figuri cerkvenih učiteljev. Tako kot ostalo njegovo delo v Orvietu so tudi te figure skoraj uničene. Za te je prejel petdeset zlatih dukatov. V Umbriji je njegova mojstrovina kapela Baglioni v cerkvi S. Maria Maggiore v Spellu.
Med njegovimi tablami so naslednje najpomembnejše. Oltarna slika za S. Maria de' Fossi v Perugii, naslikana v letih 1496–1498, ki je zdaj preseljena v mestno galerijo slik, je Madona na prestolu med svetniki, zelo natančno naslikana; krila retabla imajo stoječi figuri sv. Avguština in sv. Hieronima; predela ima slike v miniaturi Oznanjenje in Evangeliste. Druga lepa oltarna slika, s podobno tankočutnimi detajli in verjetno naslikana približno takrat, je tista v stolnici San Severino – Marija na prestolu gleda navzdol proti klečečemu donatorju. Angeli ob straneh z lepimi obrazi in izrazi spominjajo na način Lorenza di Credija ali Da Vincija.
Vatikanska galerija slik ima največjo Pinturicchiovo tablo – Marijino kronanje z apostoli in drugimi svetniki. Med klečečimi svetniki se pojavi več dobro izvedenih portretov. Marija, ki kleči pred Kristusovimi nogami, da bi prejela svojo krono, je zelo lepa in nežna figura, spodnja skupina pa je sestavljena z veliko spretnostjo in milino.
Leta 1504 je zasnoval mozaično talno ploščo za stolnico v Sieni: zgodba o Fortuni ali hrib Kreposti. Izdelal jo je Paolo Mannucci leta 1506. Na vrhu plošče simbolična predstavitev Znanja izroči dlan zmage Sokratu.
Ashmolov muzej (Univerza v Oxfordu), Biblioteca Ambrosiana (Milano), Muzej umetnosti Cleveland, Inštitut za umetnost Courtauld (London), Muzej umetnosti Denver, Muzej Fitzwilliam (Univerza v Cambridgeu), Muzej umetnosti Honolulu, Louvre, Muzej likovnih umetnosti, Boston, Narodna galerija, London, Palazzo Ruspoli (Rim), Muzej umetnosti Philadelphia, Muzej umetnosti Princeton University, Muzej umetnosti Walters v Baltimoru, Vatikanski muzeji in Muzej likovnih umetnosti (Budimpešta) so med javnimi zbirkami, ki hranijo dela Pinturicchia.

## Dela
- Čudeži sv. Bernardina (1473), Galleria Nazionale dell'Umbria, Perugia, Italija
- Sveti Hieronim v puščavi (1475–1480), Waltersov muzej umetnosti, Baltimore, ZDA
- Križanje s sv. Hieronimom in Krištofom, c. 1475, olje na lesu, 59 × 40 cm, Galleria Borghese, Rim
- Kapela Della Rovere (konec 1470. do 1482), Santa Maria del Popolo, Rim; vključno s Češčenje otroka s sv. Hieronimom.
- Maija s pišočim otrokom in sv. Hieronimom (ok. 1481), 49,5 × 38 cm, Gemäldegalerie, Berlin, Nemčija
- Marija z blagoslavljajočim otrokom (ok. 1480), Narodna galerija, London
- Kapela Bufalini (ok. 1484–1486), freske, Santa Maria in Aracoeli, Rim
- Kapela Basso Della Rovere (ok. 1484–1492), freske, Santa Maria del Popolo, Rim
- Cybo kapela (ok. 1489–1503) v Santa Maria del Popolo, Rim (uničena); vključno z Marija in otrok, ki je zdaj v stolnici v Massi
- Kapela Costa (ok. 1488–90), freske, Santa Maria del Popolo, Rim: Štirje cerkveni učitelji
- Marija miru (ok. 1490), olje na plošči, 143 × 70 cm, Pinacoteca civica Tacchi-Venturi, San Severino Marche, Italija
- Strop pol bogov (ok. 1490), olje na papirju na lesu, Palazzo dei Penitenzieri, Rim
- Doječa Marija (1492), 29,2 × 21,6 cm, Fundacija Sarah Campbell Blaffer, Houston, ZDA
- Borgijevi apartmaji (ok. 1492–1494), freske. Vatikan, Rim
- Marija z otrokom in pokrajino 59 x 44 cm, Palazzo Baldeschi, Perugia, Italija [5]
- Marija z otrokom, ki bere (ok. 1494–1498), 33,7 × 25,4 cm, Muzej umetnosti Severne Karoline, Raleigh, ZDA
- Marija s pišočim otrokom (ok. 1494–1498), 61 × 41,6 cm, Muzej umetnosti Philadelphia, Philadelphia, ZDA
- Marija s pišočim otrokom in škofom (ok. 1495), 158 × 77,3 cm, Museu de Belles Arts, Valencia, Španija
- Kapela Eroli (1497), freske, stolnica v Spoletu
- Oltarna slika v Santa Maria dei Fossi, olje na plošči in platno, 513 × 314 cm, Galleria Nazionale dell'Umbria, Perugia, Italija
- Portret dečka (okoli 1500), Galerija slik starih mojstrov, Dresden, Nemčija
- Kapela Baglioni (ok. 1500–1501). Santa Maria Maggiore, Spello, Italija
- Piccolominijeva knjižnica (1502–1507), freske, Sienska stolnica, Italija
- Kronanje Pija II. (Ok. 1503–1508), freska, Sienska stolnica
- Kapela sv. Janeza Krstnika (1504), Sienska stolnica
- Marija na prestolu s svetniki (1506–1508), 318 × 257 cm, cerkev Sant'Andrea, Spello
- Devica in otrok (51,4 × 40,6) tempera in zlato na leseni plošči, Inštitut Alicem, Luksemburg